# مارتین هرنکنشت
مارتین هِرِنکنِشت (به انگلیسی: Martin Herrenknecht) (متولد ۲۴ ژوئن ۱۹۴۲ از لار، بادن-وورتمبرگ ) یک کارآفرین آلمانی است. او بنیانگذار (1977) و رئیس هیئت مدیره Herrenknecht AG، سازنده دستگاه های حفاری تونل است.

## کارآفرین
در سال 1975، مارتین هرنکشت دفتر مهندسی خود را به نام مارتین هرنکنشت در لاهر راه اندازی کرد. در سال 1977 او "Herrenknecht GmbH، فناوری تونل زنی تونل / Lahr" را تأسیس کرد. از آنجایی که او نمی توانست از بانک ها وام بگیرد، مادرش السا با وامی به او کمک کرد تا حداقل سپرده 25000 DM را پوشش دهد. «اما حتی با لحن خشن، برای او همیشه اینطور است. در مورد موضوع، پروژه، پیشرانه، پیشرفت. یکی از همراهان می گوید: «شخصیت او با ساخت تونل مناسب است. همه چیز همیشه فقط جلو می رود."
در سال 2015، هرنکنشت سهام شرکت خود را به یک بنیاد انتقال داد تا در صورت ارث از هم پاشیده نشود. طبق اراده هرنکنشت، در ابتدا هیئت مدیره باید مدیریت کسب و کار را بر عهده بگیرد. علاوه بر این، هرنکشت تلاش طولانی مدتی را انجام می دهد تا پسرش را به یک نقش رهبری برساند. هرنکنشت استعفای خود را که برای سال 2019 برنامه ریزی شده بود به تعویق انداخت و اعلام کرد که تا سال 2020 بازنشسته نخواهد شد.
Herrenknecht تاج دستاورد کار زندگی خود را اجرای موفقیت آمیز تونل پایه گوتارد می داند که لوله شرقی آن یک سال زودتر از برنامه در 15 اکتبر 2010 تکمیل شد. با توجه به طول تونل (2 × 57  کیلومتر) و مشکلات زمین شناسی با چندین منطقه گسلی، او همچنین از "کلاس برتر" یا "لیگ قهرمانان اروپا" در این رشته صحبت می کند. ساخت تونل. پروژه بزرگ بعدی، به طول 64 کیلومتر تونل پایه برنر، در حال حاضر رکورد جدیدی را از نظر طول به عنوان طولانی ترین اتصال راه آهن زیرزمینی در جهان ثبت کرده است.

## زندگی و تحصیل
مارتین هرنکنشت پسر کوچکتر Schwanauer Upholsterer Emil Herrenknecht و همسرش السا. تجارت اثاثه یا لوازم داخلی توسط برادر بزرگترش دیتر و امروز در نسل سوم ادامه دارد.
مارتین هرنکنشت پس از اتمام دوره متوسطه در دبیرستان ماکس پلانک در لاهر، در دانشگاه فناوری، اقتصاد و طراحی کنستانز | دانشکده مهندسی دولتی کنستانز] تحصیل کرد و با یک امتحان مهندسی فارغ التحصیل شد.
از سال 1964 تا 1971 به عنوان مهندس طراح، مدیر پروژه و ساخت و ساز در شرکت های مختلف در سوئیس، کانادا و آلمان مشغول به کار شد. از سال 1971 تا 1975 او رئیس خدمات مهندسی مکانیک در سایت ساخت و ساز بزرگ Seelisbergtunnel، محل ساخت و ساز Huttegg بود، جایی که از تابلوی تونل آمریکایی استفاده می شد. با این حال، بزرگترین ماشین حفاری تونل (TBM) جهان با قطر 11.80 متر در آن زمان مشکلات زیادی در پیشرانه داشت. "جان بزرگ" اغلب در صخره ها گیر می کرد و اغلب شکسته می شد. بنابراین Herrenknecht می خواست مدل ساخت و ساز اساسی را با شرکت خود بهبود بخشد.
Martin Herrenknecht در Schwanau-Allmannsweier زندگی می کند، پروتستان، متاهل و دارای سه فرزند است. در سال 1978 هنگامی که در تعطیلات در فلوریدا بود، با پائولینا آریزا سوارز کلمبیایی آشنا شد و آنها در 1982. سوارز به چهار زبان صحبت می کند و چندین شغل به عنوان مترجم، راهنمای گردشگری و اپراتور تلفن داشته است، و همچنین در [[ [کاراکاس]]. مراقب نوه های رئیس جمهور سابق کوبا، فولگنسیو باتیستا.
1. ↑  در سال 1980 او شرکت را به شواناو منتقل کرد و در سال 1998 GmbH را به یک AG غیر بورسی تبدیل کرد. در پایان سال 2022، این شرکت حدود 5000 کارمند داشت.<ref name="Key figures">' 'Herrenknecht در اعداد' '.[پیوند مرده] در: herrenknecht.com، در 6 مارس 2017 قابل دسترسی است.

Herrenknecht یک شخصیت کارآفرین "سرسخت" در نظر گرفته می شود. "خوش بینی هرنکنشت مانند سر مته هایش زاویه دار، پر از قدرت و پر قدرت است..."<ref>کرستین باند: خوش بینی: دنیا را به من می دهم …[پیوند مرده] در: Die Zeit، شماره 3/2017.
2. 1 2  Martin-W. بوخنو: The Lord of the Tubes. در: Handelsblatt ، 15/16 اکتبر 2010، ص 62.
3. ↑  Susanne Preuß: Tunnel boring with تاکید. . در: FAZ، 5 اوت 2016، ص 28، (+Nachdruck%22+ Stiftung&searchRestriction=&x=58&y=9&dbShortcut=%3A2%3AALLEQUELLENNEU-1_%3A2%3AALLEQUELLENNEU نقل قول آنلاین بایگانی‌شده  در ۲۶ ژانویه ۲۰۲۴ توسط Wayback Machine).
4. ↑  الگو:منبع اینترنتی
5. ↑  Jörg براون: Herrenknecht برای رهبری مناسب است در:  Lahrer Zeitung، 30 ژوئیه 2018.
6. ↑  {{بایگانی وب |url=http://www.swr.de/landesschau-bw/studiogaeste/gast-aus-schwanau-martin-herrenknecht-tunnel-koenig-und-unternehmen/-/%5Bپیوند+مرده%5D id=2248750 /did=18580754/nid=2248750/1il7de8/index.html |text=مهمان شواناو: مارتین هرنکنشت، "شاه تونل" و کارآفرین." |archive-is=20170409185. در: "SWR Fernsehen، Landesschau Baden-Württemberg"، 12 ژانویه 2017، به ویدیوی آنلاین نمایش دولتی مراجعه کنید .
7. ↑  [https:// www.tt .com/artikel/13105719/gotthard-brenner-oder-bosporus-no-tunnel-without-herrenknecht Gotthard, Brenner or Bosphorus: No tunnel without Herrenknecht.] در: Tiroler Tageszeitung  , 16 ژوئن 2017 (dpa); قابل دسترسی در 12 مارس 2020.
8. ↑  "تاریخچه شرکت" است.  herrenknecht-textil.de; در 9 آوریل 2017 مشاهده شد.
9. ↑  Peter Bomans: [https ://www.badische-zeitung.de/schwanau/der-elefant-im-edlen-oldtimer--43946973.html فروشگاه اثاثه یا لوازم داخلی خودرو Herrenknecht در Allmannsweier.] در: Badische Zeitung ، 8 آوریل 2011.
10. ↑  Urs Willmann: The Man in the Mountain.  در: Die Zeit، شماره 26/2007، ص. 2.
11. ↑  /persoenliches.html CV. در: martin-herrenknecht.de.
12. ↑  اولریک درندینگر:
الگو:بایگانی وب. در: Badische Zeitung، 9 آگوست 2014.
13. ↑  الگو:منبع اینترنتی